# プロテスト・ザ・ヒーロー
プロテスト・ザ・ヒーロー (英: Protest the Hero)は、カナダオンタリオ州を拠点に活動しているプログレッシブ・メタルバンドである。

## 特徴
バンドの構成はヴォーカル、ギター ×2、ベース、ドラムの5人から成る。
オンタリオ州ワイトビー（カナダ）にて学校の友人同士の5人がバンドを結成。結成当初は90年代のハードコア、特にPropagandhiからの影響を受け、より政治的メッセージの強いバンドであったが、近年はメタルコア、マスコア、プログレッシブ・メタルなど様々な要素を取り入れ、独自の路線を貫いている。

## 略歴
1999年、Happy Go Luckyとして結成。
2002年、7インチ盤『Search for the Truth』リリース。
2003年3月1日、『A Calculated Use of Sound EP』 リリース。
2004年、"Soft Targets Dig Softer Graves"を新たに加えた『A Calculated Use of Sound EP 』再発。
2005年8月30日、カナダのUnderground Operationsよりファーストフルアルバム『Kezia』リリース。(アメリカでは2006年4月4日にVagrant Recordsより、日本盤は2007年3月)
2007年4月1日、PUNKSPRING 07'出演、初来日を果たす。
2008年1月8日、アメリカのiTunes Store限定で、Sequoia ThroneにインストゥルメンタルバージョンのSequoia Throne、Bloodmeatを加えた『Sequoia Throne EP』をVagrant Recordsよりリリース。
2008年1月29日、2ndアルバム『Fortress』をリリース。本国カナダで総合チャート初登場1位を記録した。(カナダ以外の全世界発売はVagrant Recordsより同日、日本では1月23日に先行リリース。)
2008年4月23日、『A Calculated Use of Sound EP』の日本盤をImperial Recordsよりリリース。
2008年5月18~22日、Zepp Tokyo他、全国4カ所でBullet For My Valentineの前座として来日公演。
2008年8月5日、iTunes Store限定で、Sequoia ThroneのRemix曲3曲からなる、『Sequoia Throne Remix Ep』をリリース。
2009年8月11日、カナダ、トロントで2008年12月18日に行われたライブの模様を収録したライブアルバム『Gallop Meets the Earth』をリリース。(ミュージック・ビデオ6曲追加、ボーナス・トラック3曲追加の日本盤DVD＋CD『Biography～Gallop Meets The Earth』は10月21日リリース。)
2011年3月16日、3rdアルバムとなる『Scurrilous』をリリース。
2013年10月29日、4thアルバムとなる『Volition』をリリース。
2015年10月15日、『Pacific Myth』と冠した全6曲のサブスクリプションタイプのシリーズをBandcampにて展開開始。同日1曲目となる『Ragged Tooth』を同サイトにてリリース。
2015年11月15日、『Pacific Myth』2曲目となる『Tidal』をBandcampにてリリース。
2015年12月15日、『Pacific Myth』3曲目となる『Cold Water』をBandcampにてリリース。
2016年1月15日、『Pacific Myth』4曲目となる『Cataract』をBandcampにてリリース。
2016年2月15日、『Pacific Myth』5曲目となる『Harbinger』をBandcampにてリリース。
2016年3月16日、『Pacific Myth』6曲目となる『Caravan』をBandcampにてリリース。

## メンバー

### 現メンバー
- ロディ・ウォーカー - Rody Walker（ヴォーカル）

- ティム・ミラー - Tim Millar（ギター）

### セッションミュージシャン
- ルーク・ホスキン - Luke Hoskin（ギター、キーボード）

- カム・マクレラン - Cam McLellan（ベース）

### 元メンバー
- モウ・カールソン - Moe Carlson（ドラム）

- アリフ・ミラドルバギ - Arif Mirabdolbaghi（ベース）

- マイク・イアラディー - Mike Ieradi（ドラム）

## ディスコグラフィー

### アルバム
| 2005                                      | Kezia      | - 発売日: 2005年8月30日 - レーベル: Underground Operations | — | 250 | —  |                 |
| 2008                                      | Fortress   | - 発売日: 2008年1月29日 - レーベル: Underground Operations | 1 | 86  | 95 | - CAN: ゴールド |
| 2011                                      | Scurrilous | - 発売日: 2011年3月22日 - レーベル: Underground Operations | 8 | 106 | 81 |                 |
| 2013                                      | Volition   | - 発売日: 2013年10月29日 - レーベル: Independent           | 7 | —   | 20 |                 |
| 2020                                      | Palimpsest | 発売日: 2020年6月18日                                      |   |     |    |                 |
| "—"は未発売またはチャート圏外を意味する。 |            |                                                            |   |     |    |                 |